# Club Deportivo Palestino
O Club Deportivo Palestino é um clube de futebol chileno, da cidade de Santiago, que foi fundado por um grupo de imigrantes palestinos. Desde a sua fundação até os dias de hoje, o clube sempre esteve muito presente na luta pela preservação da memória e dos direitos do povo palestino. O Palestino é bicampeão do Campeonato Chileno e tricampeão da Copa do Chile, além de já ter chego a semifinal da Copa Libertadores.

## História

### Origem
O Palestino foi fundado em 20 de agosto de 1920, na cidade de Santiago do Chile, por um grupo de imigrantes palestinos liderados por Eládio Neto. Suas cores são o verde, vermelho, preto e branco, que são as cores da bandeira da Palestina. O clube possui muito apoio popular, já que no Chile está localizada a maior colônia estrangeira de palestinos no mundo, com cerca de 500.000 palestinos. Apesar de ter sido criado em 1920, o Palestino só começou a participar de torneios de futebol chilenos em 1952, já que antes o clube era focado em outros esportes. No ano de sua estreia, foi campeão da Segunda Divisão do Chile.

### Começo Glorioso
Em 1955, o clube ganhou seu primeiro Campeonato Chileno com a estrela do argentino Roberto Coll. Nesse período, o clube tornou-se conhecido pelo apelido "millonario" (Milionário) por causa de sua capacidade de atrair jogadores de primeira classe. O time continuou fazendo campanhas regulares até que, em 1970, caiu pela primeira vez para a Segunda Divisão. Porém, quando retornou para a elite, o Palestino teve seus anos de ouro: em 1975 e 1977 ganhou a Copa do Chile e em 1978 voltou a ganhar o Campeonato Chileno, sendo liderado pelo chileno Elías Figueroa.

### Libertadores e decadência
Em meio a esse período de glórias, o clube participou da Libertadores em 1976, 1978 e 1979. Cabe destacar que, em 1979, os “árabes” fizeram sua melhor campanha, chegando até a semifinal. Infelizmente, o Palestino ficou um longo tempo sem fazer campanhas de destaque, chegando até a ser rebaixado novamente. Em 2004, o clube tornou-se uma empresa registrada, mas a mudança de estatuto não trouxe a esperada melhoria nos resultados.

### Retorno ao cenário continental
Em 2015, “El Tino” finalmente volta a disputar a Libertadores 36 anos depois. Apesar de ter sido eliminado na fase de grupos, foi uma boa experiência para o clube voltar a disputar competições internacionais. Desde essa Libertadores, o Palestino voltou a fazer boas campanhas no Campeonato Chileno, logo participou da Copa Sul-Americana em 2016, 2017, 2019, 2021, 2023 e 2024, tendo destaque para a campanha de 2017 na qual chegou até as quartas de final. Além de que, retornou à Libertadores em três ocasiões (2019, 2020 e 2024) e, embora não tenha passado da fase de grupos em nenhuma delas, conseguiu vitórias contra gigantes sul-americanos como: Talleres, Alianza Lima, Millonarios e Flamengo.
Cabe salientar que, em 2018, o clube foi campeão da Copa Chile, voltando a ganhar um título de elite após 40 anos. Atualmente, o Palestino segue fortemente demonstrando apoio aos palestinos, principalmente com a guerra na Faixa de Gaza. Sendo que o clube vem se tornado muito conhecido no mundo inteiro, com muitos torcedores no Oriente Médio que se sentem representados pelo time chileno. Esse ano disputará a Copa Sul-Americana em 2025.

## Rivalidades

### Clássico das Colônias
Os rivais históricos do Palestino são os clubes Unión Española e Audax Italiano, que representam respectivamente as colônias espanholas e italianas no Chile.

## Títulos
| NACIONAIS | NACIONAIS                       | NACIONAIS | NACIONAIS         |
|           | Competição                      | Títulos   | Temporadas        |
| --------- | ------------------------------- | --------- | ----------------- |
|           | Campeonato Chileno              | 2         | 1955 e 1978       |
|           | Copa Chile                      | 3         | 1975, 1977 e 2018 |
|           | Campeonato Chileno - 2ª divisão | 2         | 1952 e 1972       |

## Estatísticas

### Campanhas de destaque
| Club Deportivo Palestino | Club Deportivo Palestino | Club Deportivo Palestino     | Club Deportivo Palestino | Club Deportivo Palestino                                       |
| Torneio                  | Campeão                  | Vice-campeão                 | Terceiro colocado        | Quarto colocado                                                |
| ------------------------ | ------------------------ | ---------------------------- | ------------------------ | -------------------------------------------------------------- |
| Copa Libertadores        | 0 (não possui)           | 0 (não possui)               | 1 (1979)*                | 1 (1979)*                                                      |
| Campeonato Chileno       | 2 (1955, 1978)           | 4 (1953, 1974, 1986, C-2008) | 3 (1957, 1977, 2019)     | 9 (1958, 1965, 1968, 2014-A, 2015-A, 2016-C, 2022, 2023, 2024) |
| Copa Chile               | 3 (1975, 1977, 2018)     | 2 (1985, 2014)               | 3 (1974, 1991, 2010)*    | 3 (1974, 1991, 2010)*                                          |
| Supercopa do Chile       | 0 (não possui)           | 1 (2019)                     | —                        | —                                                              |

Legenda: (*) semifinais

### Participações
|  | Participações em 2025 |

| Competição           | Competição        | Temporadas                               | Anos                                     |
| Ligas nacionais      |                   |                                          |                                          |
| Chile                | Primeira divisão  | 71                                       | 1953-1970, 1973-1988, 1990-              |
| Chile                | Segunda divisão   | 4                                        | 1952, 1971-1972, 1989                    |
| Copas internacionais |                   |                                          |                                          |
|                      | Copa Libertadores | 7                                        | 1976, 1978, 1979, 2015, 2019, 2020, 2024 |
| Copa Sul-Americana   | 7                 | 2016, 2017, 2019, 2021, 2023, 2024, 2025 |                                          |

## Sedes e estádios

### Estádio Municipal de La Cisterna
O Palestino manda seus jogos no Estádio Municipal de La Cisterna, com capacidade para 12 mil pessoas, porém, devido às precárias condições do estádio, a capacidade máxima permitida é de 6 mil pessoas. 

## Jogadores históricos
- Elías Figueroa

## Técnicos de renome
- Zezé Moreira
- Orlando Aravena
- Jorge Aravena